# Albanezen in Noord-Macedonië
De Albanezen in Noord-Macedonië (Albanees: Shqiptarët në Maqedoninë e Veriut, Macedonisch: Албанци во Македонија) zijn etnische Albanezen die binnen de grenzen van de Republiek Noord-Macedonië leven en de tweede bevolkingsgroep in het land vormen.

## Bevolking

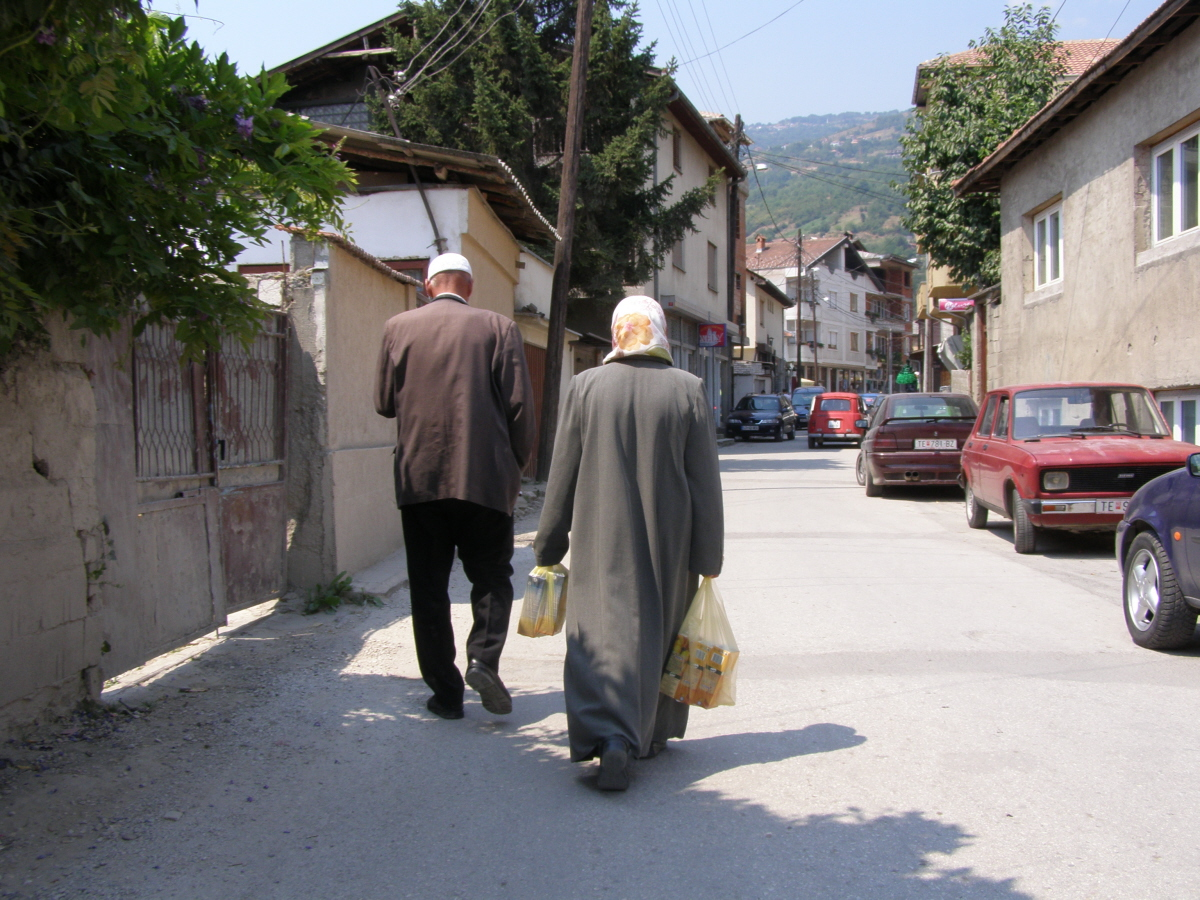
Albanezen in Tetovo

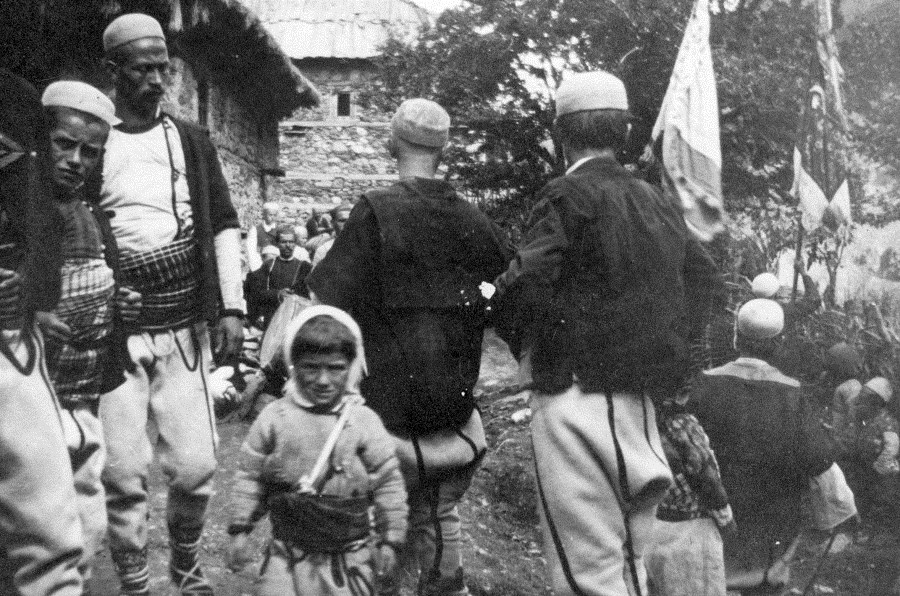
Een bruiloft in Shtirovicë (1907)

Volgens de meest recente volkstelling in 2002 telde de Republiek Noord-Macedonië 2.022.547 inwoners, waarvan 509.083 etnische Albanezen (oftewel: 25,2% van de Macedonische bevolking). De Albanese minderheid woont vooral in het noordwesten en het westen van het land.
Bevolkingsontwikkeling van het aantal Albanezen in Noord-Macedonië

#### Verspreiding
Grote aantallen Albanezen wonen in de gemeenten Tetovo (70,3% van de bevolking), Gostivar (66,7%), Debar (58,1%), Struga (56,8%), Kičevo (54,5%), Kumanovo (25,8%) en de hoofdstad Skopje (20,4%). Albanezen vormen in 15 van de 80 gemeenten een meerderheid van de bevolking, met name in plattelandsgebieden. Slechts 3 steden (van de 34 Macedonische steden) hebben een Albanese meerderheid. Tussen 1961 en 2002 verdubbelde het percentage Albanezen in Macedonië van 13% naar 25%, vooral vanwege het hogere geboortecijfer. Ongeveer 35% van alle levendgeborenen in Noord-Macedonië is afkomstig uit Albanese gezinnen.
| Embleem Амблем Stemë | Gemeente Општина Komunë | Bevolking (2002) | Bevolking (2002) | Burgemeester Градоначалник Kryetar/e |
| Embleem Амблем Stemë | Gemeente Општина Komunë | Totaal           | %                | Burgemeester Градоначалник Kryetar/e |
| -------------------- | ----------------------- | ---------------- | ---------------- | ------------------------------------ |
|                      | Aračinovo Haraçinë      | 10.789           | 93,8%            | Milikie Halimi                       |
|                      | Bogovinje Bogovinë      | 27.614           | 95,2%            | Albon Xhemaili                       |
|                      | Brvenica Bërvenicë      | 9.770            | 61,6%            | Enver Pajaziti                       |
|                      | Čair Çair               | 36.921           | 57,0%            | Visar Ganiu                          |
|                      | Debar Dibër             | 11.348           | 58,1%            | Ruzhdi Lata                          |
|                      | Gostivar                | 54.038           | 66,7%            | Arben Taravari                       |
|                      | Kičevo Kërçovë          | 30.927           | 54,5%            | Fatmir Dehari                        |
|                      | Lipkovo Likovë          | 26.360           | 97,4%            | Erkan Arifi                          |
|                      | Saraj                   | 32.408           | 91,5%            | Blerim Bexheti                       |
|                      | Struga Strugë           | 36.029           | 56,8%            | Ramis Merko                          |
|                      | Studeničani Studeniçan  | 11.793           | 68,4%            | Azem Sadiku                          |
|                      | Tearce Tearcë           | 18.950           | 84,4%            | Isen Asani                           |
|                      | Tetovo Tetovë           | 60.886           | 70,4%            | Teuta Arifi                          |
|                      | Vrapčište Vrapçisht     | 21.101           | 83,1%            | Isen Shabani                         |
|                      | Želino Zhelinë          | 24.195           | 99,2%            | Blerim Sejdiu                        |

Ruim 80% van de Albanezen in Noord-Macedonië leeft in 15 gemeenten waar zij een meerderheid van de bevolking vormen (zie: bovenstaand tabel). Door systematische segregatie leven de Macedoniërs en Albanezen anno 2019 nog steeds gescheiden van elkaar.

## Taal
Nagenoeg alle Albanezen in Noord-Macedonië spreken het Albanees als moedertaal. De Albanese taal is co-officieel op staatsniveau (exclusief defensie, centrale politie en monetair beleid) en officieel in gemeenten waar Albanezen meer dan 20% van de bevolking vormen. Sinds de wetswijziging in 2019 is het Albanees een officiële taal in het hele land. Volgens deze nieuwe wetgeving blijft Macedonisch echter de primaire officiële taal. De wetgeving bepaalt dat alle openbare instellingen in het land Albanese vertalingen zullen leveren in hun dagelijkse werk.

## Sociale status
De Albanezen in Noord-Macedonië hebben te kampen met hoge werkloosheidscijfers: zo’n 24% van de beroepsbevolking heeft geen werk.